# جانير كولاك
جانير كولاك (بالتركية: Caner Çolak)‏ هو لاعب كرة قدم تركي في مركز الهجوم، ولد في 30 يونيو 1991 في سامسون في تركيا. لعب مع سامسون سبور.

## وصلات خارجية
- جانير كولاك على موقع اتحاد تركيا (لاعب) (الإنجليزية)
- جانير كولاك على موقع قاعدة بيانات كرة القدم.إي يو (الإنجليزية)
- جانير كولاك على موقع Soccerway.com (الإنجليزية)